# 光碟包裝

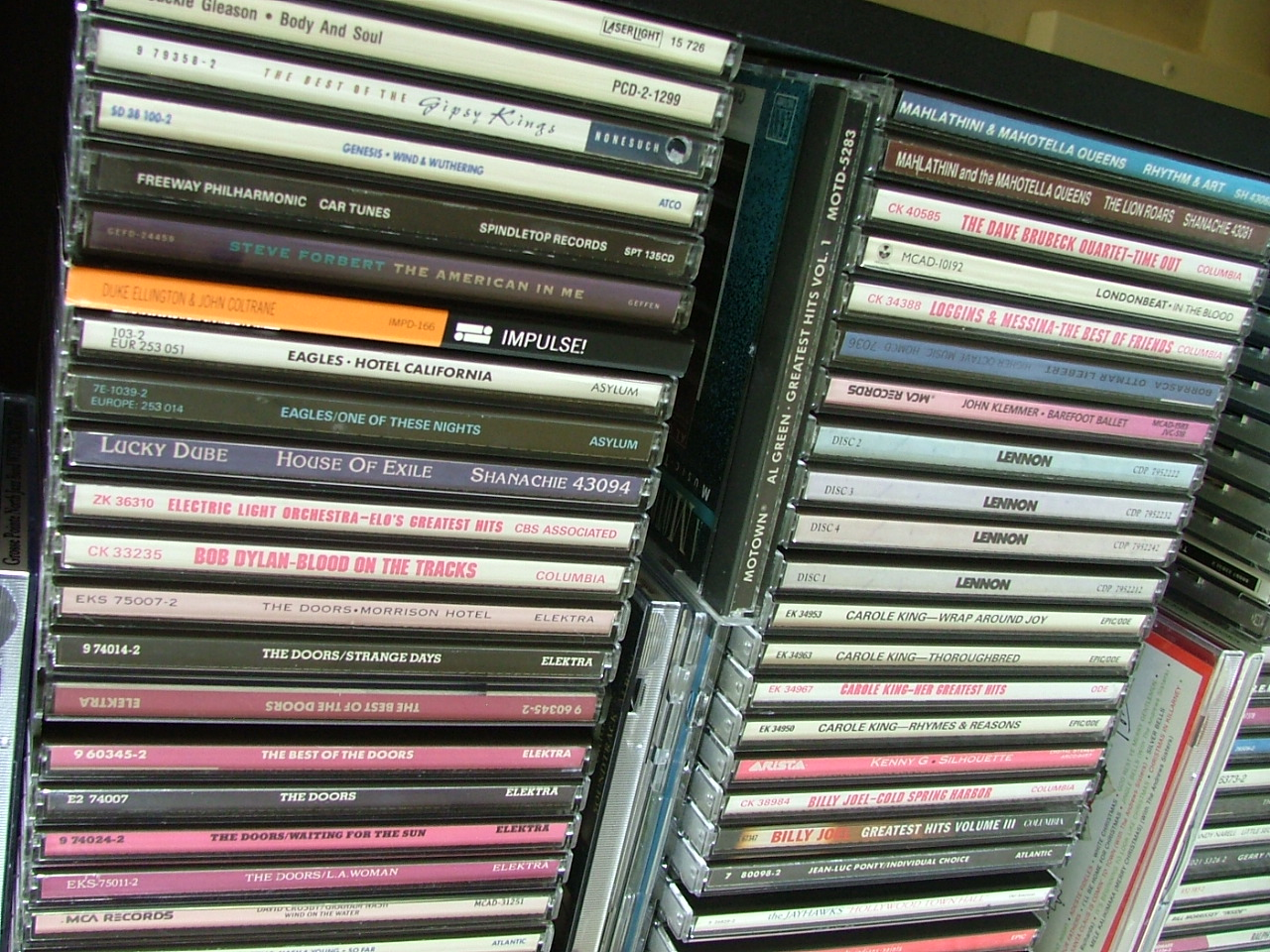
一堆光碟盒

光碟包裝是伴隨著CD、DVD、BD或其他格式的光碟的包裝。光碟包裝有些是硬的或半硬的，旨在保護媒體免受劃損或其他類型因放置於外的損害。

## 珠宝盒

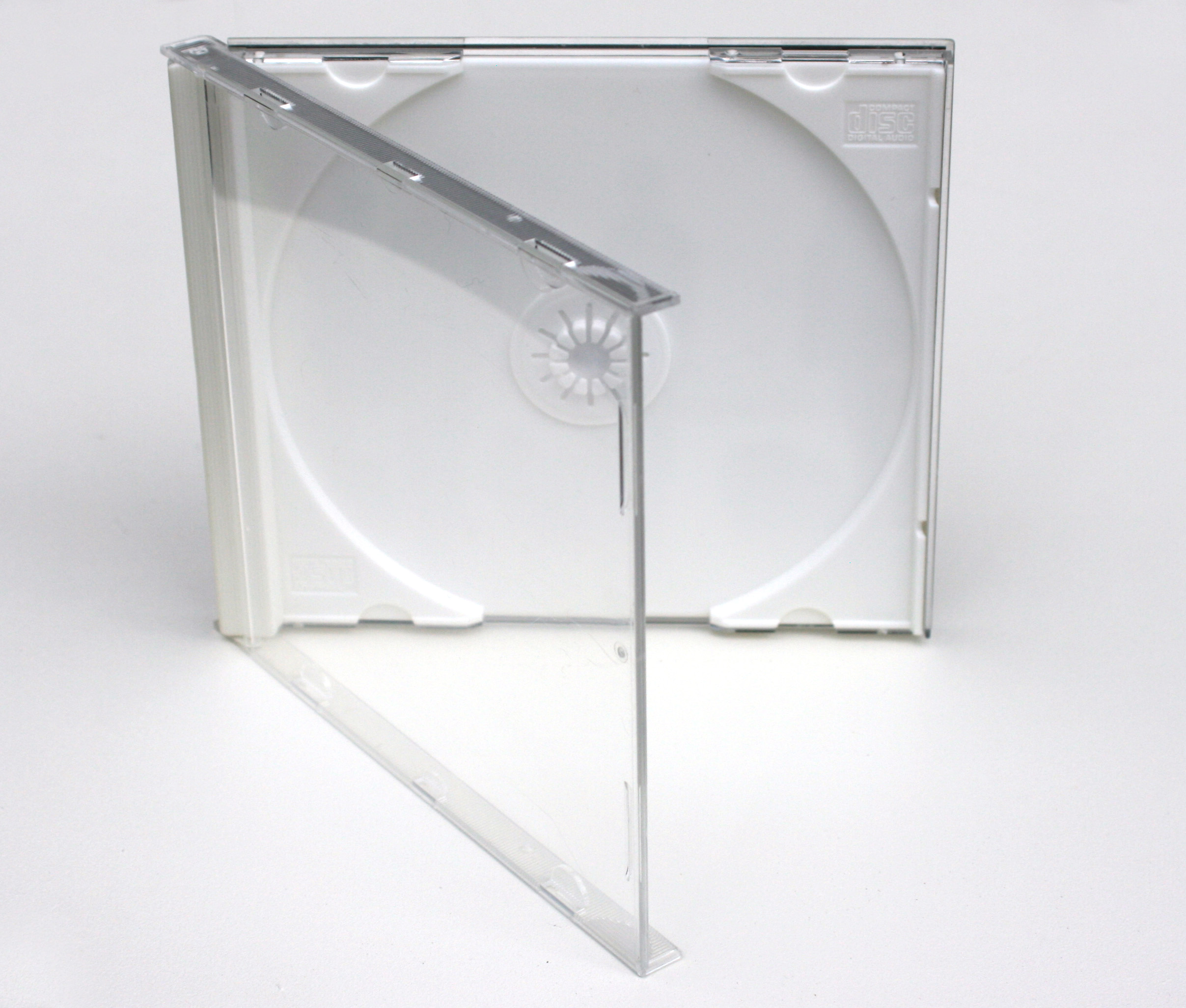
一个光碟珠宝盒

## 光碟片布丁桶盒和光碟片封套

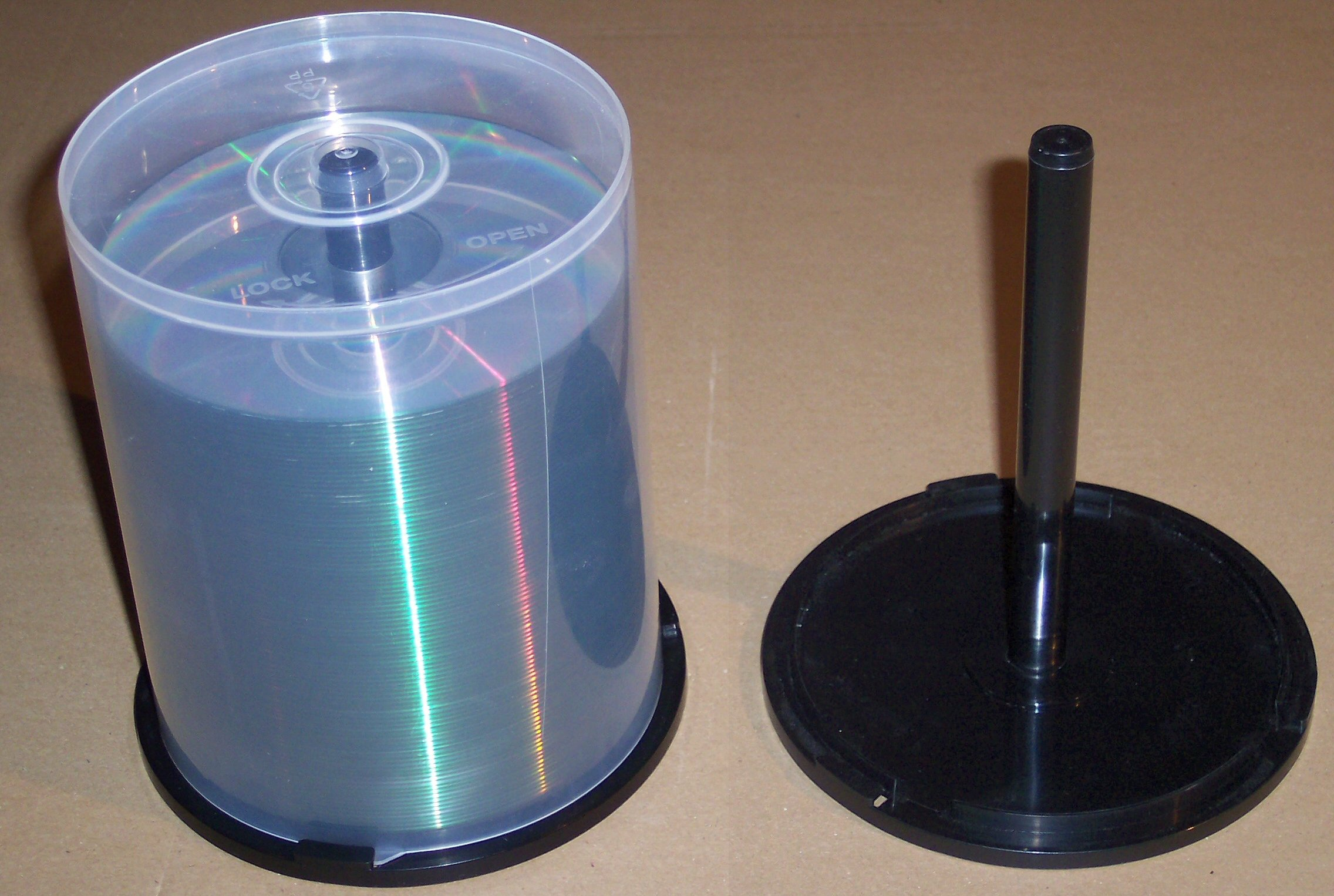
100 片裝光碟片布丁桶盒和主軸

空白CD和空白DVD通常以散裝包裝出售，這種包裝被稱為“布丁桶盒”。這種包裝由一個圓形透明塑膠杯組成，該塑膠杯以卡口式與底座配合，底座中央有一個支柱，支柱上放置著一疊光碟（光碟均由聚丙烯製成）；在光碟疊的兩端，通常會放置一些由透明聚碳酸酯製成的、沒有刻錄面的假光盤，以避免光碟與包裝盒的硬塑料接觸而造成。這類包裝設計用於容納10到100張光碟，並提供使用者多種包裝成品光碟的選擇。
最後，一些空白光碟的散裝包裝完全放棄了永久性容器，而是使用簡單的“光碟片封套”來包裝少量空白光碟，以減少浪費。

## 外部連結
- FSK Ratings on Optical Media and their Packaging（页面存档备份，存于）, 2010
- 5.1.6 Individual Disc Storage（页面存档备份，存于） / Fred R. Byers, Care and Handling of CDs and DVDs, A GUIDE FOR LIBRARIANS AND ARCHIVISTS, Council on Library and Information Resources, NIST 2003